# Rue des Ursins
Rue des Ursins je ulice v Paříži na ostrově Cité ve 4. obvodu. Ulice nese jméno Jeana Jouvenela des Ursins (1360-1431), prévôta, který měl v ulici svůj palác.

## Poloha
Ulice začíná na křižovatce ulic Rue des Chantres a Quai aux Fleurs a končí na ulici Rue de la Colombe.

## Historie
V letech 1300–1321 byla ulice součástí přístavu Port Saint-Landry a vedla severně od kostela svatého Landerika. Nazývala se Rue Saint-Landry nebo Rue du port Saint-Landry. Později získala název via Inferior, protože ležela velmi nízko nad břehem Seiny. V 16. století se nazývala Rue Basse-du-Port-Saint-Landry.
Ve středověku a v raném novověku spojovala přístav Saint-Landry s Rue de Glatigny. Na plánech z 18. století se nazývala Rue d'Enfer (deformací přes Inferior) a Rue Basse-des-Ursins s odkazem na palác hôtel des Ursins.
V roce 1769 se plánovalo zřízení nábřeží v prostotu části ulice. Projekt nebyl realizován, ale 22. října 1803 byla vydána vyhláška o zřízení nového nábřeží – Quai Napoléon (aktuální Quai de la Corse a Quai aux Fleurs). Ulice byla přejmenována na Rue Basse-des-Ursins a spojovala Rue des Chantres a Rue du Chevet-Saint-Landry (od roku 1837 Rue d'Arcole).
Při rozšíření Rue d'Arcole ve 30. letech došlo ke zvýšení ulice a Rue Basse-des-Ursins končila jako slepá u opěrné zdi.
Název ulice byl v roce 1881 zjednodušen do současné podoby.

## Významné stavby
- dům č. 4: vstup do parku Jardinet de la Rue-des-Ursins
- dům č. 7: hôtel des Ursins, v letech 1673–1676 zde žil dramatik Jean Racine
- dům č. 19: dva sloupy a kříž jsou pozůstatky bývalé kaple svatého Aignana